# Route nationale 350
Pour les articles homonymes, voir Route 350.
La route nationale 350, ou RN 350, est une route nationale française reliant Lille à Neuville-en-Ferrain et à la Belgique. Elle suit le Grand Boulevard qui va de Lille à Tourcoing par le Croisé-Laroche. La RN 350 a été transférée au département du Nord et a été renommée RD 670.
La RN350 a été déclassée en RD 670 en 2006 puis RM 670 en 2019

## Tracé de Lille à Neuville-en-Ferrain et à Mouscron (D 670)
- Lille D 670
- La Madeleine
- Marcq-en-Barœul
- Wasquehal
- Mouvaux
- Tourcoing
- Neuville-en-Ferrain D 670
- Mouscron  Belgique N 43 (nl)